# Robert Needham Cust
Robert Needham Cust (24 février 1821 - 27 octobre 1909) est un administrateur et juge britannique dans l'Inde coloniale en plus d'être un théologien et linguiste anglican. Il fait partie du mouvement orientaliste et est actif au sein de la Société biblique britannique et étrangère. Il est un écrivain prolifique sur une grande variété de sujets.

## Biographie

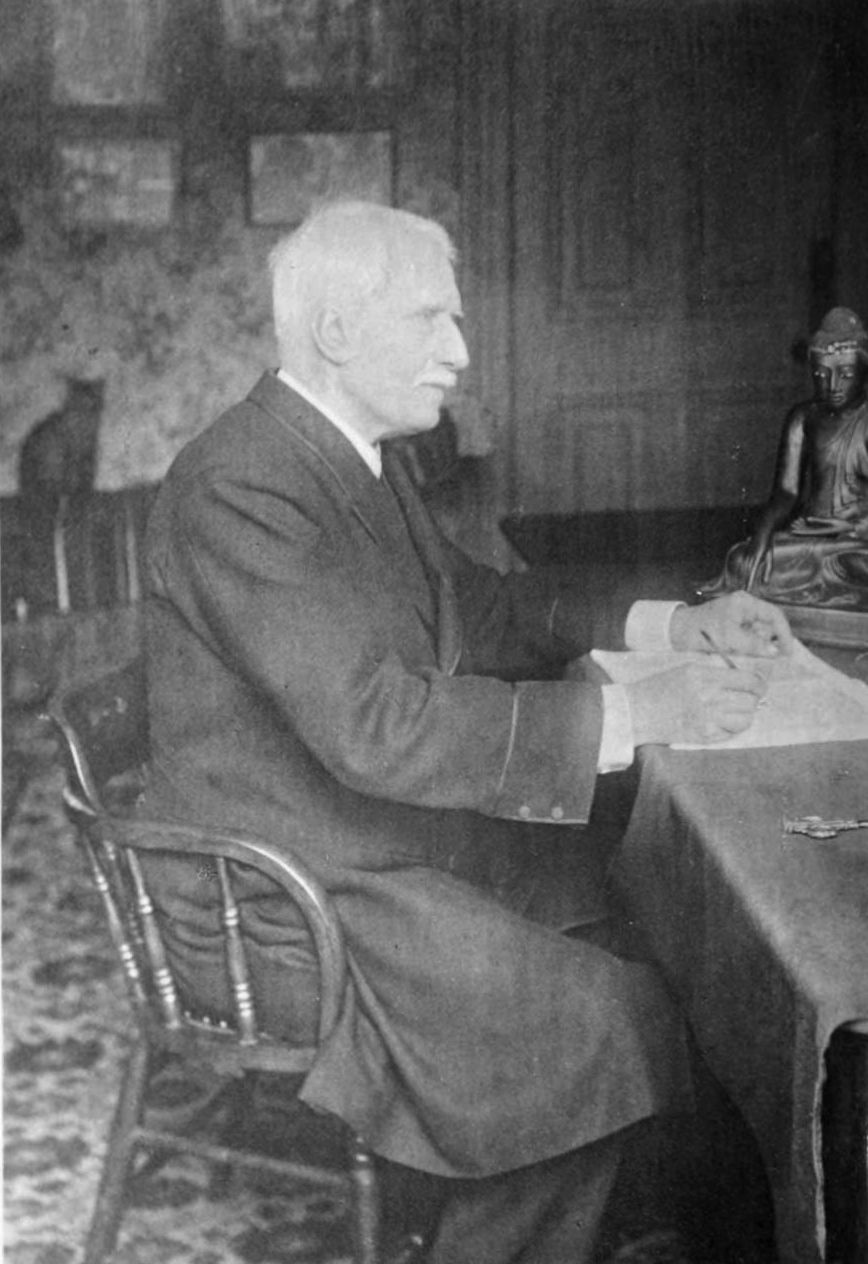
Cust en 1896

Robert Cust est le fils du révérend Henry Cockayne Cust, chanoine de Windsor, qui est le deuxième fils de Brownlow Cust, 1er baron Brownlow (1744-1807), et de Anna Maria Elizabeth Needham, fille du comte de Kilmorey. Il est le frère cadet d'Henry Cockayne-Cust et de Reginald Cust.
Cust fait ses études au Collège d'Eton, au Trinity College de Cambridge, à Haileybury (1840-1842) et au Collège de Fort William de Calcutta, où il obtient son diplôme en 1844. Il travaille ensuite dans les services civils du Bengale pour la Compagnie des Indes orientales, à Hoshiarpur et Ambala (assistant du magistrat), en Inde.
Il est présent aux batailles de Mudki, Ferozeshah et Sobraon en 1845-1846, où son supérieur, le major George Broadfoot, est tué et à la fin de la campagne sikh, il est placé à la tête d'une nouvelle province au Pendjab. Là, il occupe successivement tous les postes dans les départements judiciaires et fiscaux à travers le Pendjab, et est rapidement promu jusqu'en 1867, date à laquelle il démissionne et retourne en Angleterre, après avoir été membre du Conseil législatif du vice-roi et ministre de l'Intérieur du gouvernement indien en 1864-1865.
Cust retourne brièvement en Angleterre en congé et retourne travailler à Bénarès et à Banda. Pour son travail, il se voit offrir le poste élevé de magistrat et de collecteur à Delhi. Il décline l'offre et part à nouveau en congé en Angleterre en 1857. L'officier qui prend ce poste est tué lors de la rébellion de 1857. Cust est admis au barreau de Lincoln's Inn le 13 août 1857. Il retourne en Inde et sert à Lahore à la demande de John Lawrence, mais repart pour l'Angleterre lorsque sa première femme meurt le 17 janvier 1864. Il revient ensuite au Conseil législatif et occupe le poste de secrétaire d'État à l'Intérieur du gouvernement (1864-1865). En 1867, sa deuxième femme décède en couches et il décide de se retirer du service indien même s'il n'est qu'à neuf mois de terminer le service nécessaire pour recevoir une pension complète.
Après sa retraite en Angleterre, Cust se consacre à la recherche scientifique, à la philanthropie et aux fonctions magistrales et municipales, refusant de se voir renouveler son mandat en Inde. Il est membre et dirigeant de nombreuses sociétés scientifiques, philanthropiques et religieuses et un écrivain prolifique. Il est l’un des rares intellectuels victoriens à s’opposer aux théories racistes populaires à l’époque. Avec John Bradford Whiting, Cust est contre l'abandon de la politique d'Henry Venn visant à développer un leadership autochtone en Afrique.
Cust décède le 27 octobre 1909.

## Vie privée
Cust est d'abord marié à Maria Adelaide, fille de Henry Lewis Hobart, Doyen de Windsor, le 10 mai 1856. Ils ont deux fils et trois filles (l'une d'elles est Albinia Wherry (en)). Après sa mort le 17 janvier 1864, il se remarie en décembre 1865 avec Emma, fille du recteur E. Carlyon. Emma est décédée le 10 août 1867 et est enterrée à Prayagraj. Il se marie en troisièmes noces avec Elizabeth Dewar, fille de J. Mathews, en novembre 1868.

## Travaux
- Draft Bill of Codes Regulating Rights in Land and Land-Revenue Procedure in Northern India (1870)
- A Sketch of the Modern Languages of the East Indies (1878)
- Linguistic and Oriental Essays in seven volumes Volume I 1846-1878 (1880) - Volume II 1840-1897 (1898) - Volume III 1847-1890 (1891)- Volume V 1861-1895 (1895) - Volume VI 1840-1901 (1901)
- Essay on the National Custom of British India: Known as Caste, Varna, or Jati (1881)
- Pictures of Indian Life (1881)
- Modern Languages of Africa. Volume I (1878) Volume II
- Notice of the Scholars who have Contributed to the Extension of our Knowledge of the Languages of British India during the last Thirty Years (1879)
- The Opium Question; or, Is India to be Sacrificed to China? (1885)
- The Shrines of Lourdes, Zaragossa, the Holy Stairs at Rome, the Holy House of Loretto and Nazareth, and St. Ann at Jerusalem (1885)
- Poems of Many Years and Many Places (1897)
- The Liquor Traffic in British India: Or, Has the British Government Done Its Duty? An Answer to Venerable Archdeacon Farrar and Mr. Samuel Smith (1888)
- Three Lists of Bible Translations Actually Accomplished (1890)
- Africa Rediviva (1891)
- Clouds on the Horizon: An Essay on the Various Forms of Belief, Which Stand in the Way of Acceptance of Real Christian Faith by Educated Natives of Asia, Africa, America, and Oceania (1891)
- Essay on the Prevailing Method of the Evangelization of the Non-Christian World (1894)
- Common Features Which Appear in All Forms of Religious Belief (1895)
- The Gospel-Message (1896)
- Memoirs of Past Years of a Septuagenarian (1899)
- Oecumenical List of Translations of the Holy Scriptures to 1900 (1900)
- The Last Scratch of an Octogenarian Pen (1903)

## Sources
- (en) Thomas Henry Thornton, « Cust, Robert Needham », dans Dictionary of National Biography, 1901 (lire en ligne)
- (en) Peter Penner, Robert Needham Cust, 1821-1909: A Personal Biography, Mellen Books, 1987 (ISBN 978-0-88946-456-8)
- (en) C.E. Buckland, Dictionary of Indian Biography, Swann, Sonnenschein and Co., 1906 (lire en ligne), p. 105